# Snapphanens liv och död
Snapphanens liv och död, med undertiteln "En prosaballad", är en historisk roman av Artur Lundkvist, utgiven 1968.

## Bakgrund
I förordet berättar Lundkvist om hur han som pojke på en marknad såg en svit tavlor om en snapphanes levnadsöde vilket gjorde starkt intryck på honom. Idén att skriva en bok om snapphanar fanns länge men blev verklighet först på 1960-talet, delvis med USA:s agerande i Vietnamkriget som en aktuell och allegorisk parallell.

## Handling
Romanen utspelar sig i slutet av 1670-talet och handlar om bröderna Lars och Jeppe Jörgenssön som blir uttagna som soldater i den svenska armén men flyr och sällar sig de fredlösa snapphanarnas befrielsekamp mot de svenska erövrarna. Den skildrar bland annat de framgångsrika gerillastriderna mot svenskarna, Loshultskuppen och erövringen av Alholma slott.